# Durnal
 (septembre 2019).
Si vous disposez d'ouvrages ou d'articles de référence ou si vous connaissez des sites web de qualité traitant du thème abordé ici, merci de compléter l'article en donnant les références utiles à sa vérifiabilité et en les liant à la section « Notes et références ».
Durnal est une section de la commune belge d'Yvoir située en Région wallonne dans la province de Namur.
C'était une commune à part entière avant la fusion des communes de 1977.

## Étymologie
Le nom de Durnal signifie "petite Dorinne". Il trouve donc, comme Dorinne, son origine dans le mot celtique durom, signifiant fortin.

## Géographie
Durnal est situé dans le Condroz. Il est bordé au nord-ouest par Crupet, à l'est par l'E411, au sud-est par Spontin et au sud-ouest par Dorinne; à 10 km d'Yvoir, 14 km de Dinant et 15 km de Ciney. C'est un gros village en calcaire et grès, dispersé sur le plain et sur un versant exposé au sud. Une crête plus au nord accueille le hameau de Herleuvaux (autour de la Ferme des Carmes) et celui d’Herbefays, très caractéristique également. L’ensemble de la localité présente tout l’attrait d’un village de caractère typiquement condrusien, alternant maisons rurales et édifices de style plus classique ; les nombreux noms de rues de la bourgade sont restés traditionnels.

## Évolution démographique
- Source: DGS, 1831 à 1970=recensements population, 1976= habitants au 31 décembre

## Histoire
Le site de Durnal conserve des vestiges de la population gallo-romaine. Cette dernière vécut aux premiers siècles de notre ère, dans un endroit propice à la défense, qui constitue un des avant-postes de l’antique forteresse où s’est implanté plus tard le château féodal de Spontin. Il évoque aussi la population franque dont les restes reposent dans l’important cimetière qui déborde sur les limites de Spontin et de Durnal.
Vers le XIIe siècle, le territoire de Durnal est partagé en 2 éléments : l’un constitue une partie de la seigneurie namuroise de Spontin, dépendant de la prévôté de Poilvache, l’autre est un écart à la mairie liégeoise de Ciney. La rue du pays de Liège témoigne encore de cette époque. Les habitants de ce quartier n'avaient droits ni aux affouages, ni aux "essarts" communaux.
Sur le plan religieux, le même territoire de Durnal était divisé entre les paroisses de Jassogne (hameau de Herbefays) et celle de Spontin. Durnal, qui fusionna avec Spontin sous le régime français, demanda longtemps son statut de commune et de paroisse à part entière, et fut érigée en commune le 16 janvier 1850.
L'église, le cimetière et les bâtiments communaux sur la place, datent de cette époque.
Les paroissiens firent don à la fabrique d'église, des terrains sur lesquels la commune a construit l'église Saint-Hubert bâtie en 1848 (A.R. 30.4.1848), en remplacement de l'ancienne chapelle (bergerie ferme capelle). Les cimetières alentour ainsi que le cimetière d'Al Vozale (cimetière désaffecté jusqu'en 1958, il n'y avait eu que quelques inhumations) ont été donnés également à la fabrique d'église.
Auparavant, les funérailles avaient lieu à Spontin. Les Durnaliens y étaient donc inhumés, après un cortège difficile pour les porteurs, par le chemin de la Breugette. Il faut dire que les routes actuelles vers Spontin et Chansin n'existaient pas.

## Patrimoine et culture

### Patrimoine architectural
- L’église paroissiale Saint-Hubert, bâtie en 1848, est un gros édifice néo-classique en brique et pierre bleue, tout comme la chapelle Saint-Roch.
- Quelques fermes intéressantes en U ou en long, construites en moellons de grès et pierre de taille calcaire aux XVIIIe et XIXe siècles, sont réparties au centre du village ou dispersées dans les divers hameaux et écarts, avec un beau cachet rural. Nombreuses portes à linteaux millésimées.
- Le Château Capelle est un ensemble clôturé des XIXe et XXe siècles en moellons de grès et pierre bleue, à fronton triangulaire, doté d’une tour et d’une tourelle ; beau parc privé. Cette demeure, originellement appelée ferme Thibaut a été transformée par la famille Capelle. En effet, Emmanuel Capelle (2 juillet 1811 – 5 avril 1902) épouse le 12 mai 1843 Julie Thibaut (Dinant 19 juillet 1815-Durnal 8 octobre 1886) y élisent domicile. Emmanuel Capelle était bourgmestre de Spontin au moment de la séparation de Durnal, il fut le premier bourgmestre de Durnal.

## Économie
Vers 1850, la vie économique est dominée par l’agriculture jusqu’à la fin du XIXe siècle. Ce sont les prairies qui progressent en raison de l’intensification de l’élevage axé d’abord sur les moutons puis sur les bovidés. Le secteur secondaire s’inscrit dans le prolongement de l’économie de la vallée du Bocq à la suite de l'avènement du chemin de fer, tournée vers l’exploitation des carrières de pierres.
Bizarrement, on trouve à cet endroit de la vallée du Bocq, des carrières de grès et des carrières de calcaire. Les ouvriers étaient répartis en épinceurs pour la taille des pavés de grès, et tailleurs de pierre pour le calcaire.
C'est à la même époque (fin 19e) que la C.I.B.E. (compagnie intercommunale bruxelloise des eaux) fit ses premiers travaux de captage des eaux pour alimenter la capitale. Notre région fut choisie pour les premiers captages. Il a donc fallu étudier le transport vers Bruxelles via des galeries. Le captage de Durnal, l'un des premiers et de très bonne qualité (à la limite de Crupet), fut cédé par la commune avec un bail emphytéotique, les autorités communales oublièrent de négocier l'alimentation en eau du village en contrepartie. Ce que fit Crupet (captage route de Maillen) et Spontin qui de la sorte furent alimentés en eau gratuitement dès le début du siècle. On ne sait comment s'est terminée cette emphytéose ni qui l'a négociée.
Durnal n'a eu l'eau courante qu'en 1948, à ses frais, il a fallu pour ce faire effectuer deux coupes extraordinaires de bois dans ses forêts (Comogne), une avant la guerre qui fut confisquée par les Allemands et une après la guerre en 1948.
Un grand nombre d'ouvriers ont été nécessaires pour la réalisation de ces travaux simultanés. Voie de chemin de fer, creusement des tunnels, construction des ponts où l'on peut voir le savoir-faire des tailleurs de pierres pour l'appareillage des voûtes obliques (pont aux sources de Spontin…), creusement et maçonnerie des galeries de la C.I.B.E. Incroyable, mais l'eau part à Bruxelles sans aucun pompage, mais naturellement,par ces galeries où le personnel circule et par des siphons aux traversées du Bocq et de la Meuse.